# Благополуччя
Див. також: Добробут (значення)
Добробут (благополуччя) —  цінність, процвітання або якість життя, що відноситься до того, що є внутрішньо цінним для когось. Отже, благополуччя людини – це те, що в кінцевому підсумку добре для цієї людини, що відповідає власним інтересам цієї людини. Благополуччя може стосуватися як позитивного, так і негативного стану. У позитивному сенсі його іноді протиставляють поганому самопочуттю як його протилежність.  Самопочуття тісно пов'язане з самозбереженням індивіда: воно нагадує організму його потреби і вказує йому на загрозливі небезпеки.
Добро́бут — ступінь задоволення певних потреб людини — матеріальних і духовних. Добробут характеризує забезпеченість необхідними матеріальними і духовні блага духовними благами що характеризують рівень життя населення.   Коли людина почувається щасливою і задоволеною своїм життям, кажуть що вона має високий рівень добробуту.
В економіці цей термін використовується для узагальнення кількісних показників, спрямованих на оцінку якості життя громади, наприклад, у потенціалі та економіці щастя. Багатство та родинні правила пов'язані із загальним достатком у країні. Держава зі своєю політикою та догмами може перешкоджати розвитку економіки. Вивчення добробуту ділиться на суб'єктивний добробут і самі цілі добробуту.

## Передумови доброго самопочуття
Самопочуття залежить від добробуту. Хоча неіснує чіткого визначення дій та умов для створення благополуччя, вони можуть бути визначені як «особливий випадок для відносини». Це визначення служить двом цілям благополуччя: розробки і випробування [систематичної] теорії структури [взаємозв'язків] серед сортів благополуччя та інтеграції теорія благополуччя з постійною сукупною теорією розвитку в полі відношенням відповідних досліджень". Своє благополуччя розвивається через оцінку свого середовища та емоцій, яке воно викликає, а потім розвивається інтерпретація власного особистісного самовизначення, що і формує самопочуття. Є два різних типи благополуччя: пізнавальне та афективне.

## Когнітивний добробут
Когнітивне благополуччя розробляється шляхом оцінки своїх взаємодій з навколишнім середовищем та іншими людьми. «Економіка добробуту в кінцевому підсумку, має справу з когнітивними поняттями, такими як: добробут, щастя, і задоволення. Вони відносяться до понять, таких як: прагнення і потреби, достаток і розчарування».
Люди схильні добре оцінювати свої прагнення, ґрунтуючись на соціальних класах, які знаходяться в їх співтоваристві. Спільноти з широким спектром соціальних статусів — не схильне порівнювати свій спосіб життя з тими, хто має вищий клас і оцінюють те, що вони роблять, а не мають, що може реально привести до більш високого рівня добробуту. Всякий раз, коли хтось інтерпретує їх потреби і бажання, щоб задовольнятися чи ні, це потім розвиває їх пізнавальне благополуччя.

## Емоційний добробут
Різні рівні різних факторів впливають на благополуччя співчуття: «високий негативний вплив тривоги і [ворожості]; низький негативний вплив спокою і релаксації; високий позитивний афект, представлений станом приємного збудження, ентузіазму і низки позитивних чинників, які впливають на представлення кожної стані щодо неприємностей і низького збудження (сум, втома)». Благополуччя самопочуття найбільшою користю розглядається як динамічний процес, який дає людям відчуття того, яке в них життя буде, через взаємодію між їх обставинами, діяльністю та психологічними ресурсами або «психічним капіталом.» Або «Можна сказати, що це стан повного благополуччя, яке дає добре самопочуття."

## Психологія і добробут
Кореляція між благополучним самопочуттям і позитивною психологією була доведена багатьма соціологами, для того, щоб бути сильною і позитивною людиною. За МакНалті (2012): «Позитивна психологія на суб'єктивному рівні близько цінує суб'єктивні переживання». Благополуччя є важливим фактором в цьому суб'єктивному досвіді, а також, достаток, задоволення у минулому, оптимізм для майбутнього і щастя в сьогоденні. Люди частіше відчувають позитивну психологію, якщо вони приймають лише хороші речі в кожному досвіді або ситуації. Навіть в минулому, якщо людина зосереджується лише на негативі — мозок тільки буде в змозі визнати негативне самопочуття. Чим більше мозок має доступу до негативу, тим легше негатив настає, тому що це те, що більш запам'ятовується. Позитивні спогади вимагають більше зусиль для мозку, що згадати позитивний досвід, тому що, як правило, це більш дрібні дії і переживання, які мають стосунок до позитиву. Джеймс Макналті (2012): — ослідник, дивиться на цю ідею трохи ближче. Вона стверджує, що, «благополуччя визначається не тільки психологічними характеристиками людей, але замість цього визначається спільно з взаємодією між цими характеристиками і якостями народів у соціальному середовищі». Коли у людей є благополуччя — вони відчувають почуття емоційної свободи — гарне самопочуття. Не існує нічого негативного, що може стримати від відчуття позитивних емоцій. Це вірно, якщо людина перебуває в певній обстановці, тому що було доведено, в минулих дослідженнях, що певна установка може займати багато спогадів для людини тільки тому, що того, що було відчуте у минулому і значенні цього для людини. Тому «благополуччя (гарне самопочуття) часто ототожнюють з досвідом задоволення і/або відсутності [болі] з плином часу». Чим менше психологічна біль індивіда випробовує його, тим більше він або вона буде відчувати благополучне самопочуття.
Коли хтось має позитивне самопочуття, тоді також відчуває деякі інші речі. Вони включають в себе почуття: самореалізації, яка є відчуттям тих, хто щасливий і задоволений, бо одні роблять усе, щоб повністю використати свої здібності і таланти (Merriam-Webster). Відчуття того, щоб мати мету в житті і зв'язки з іншими також вкладається в ідею благополуччя самопочуття. When people feel as though they have a [purpose] in the world they feel like they belong; they feel like they matter.

## Освіта і добробут
Коли мова йде про систему шкільної освіти, ідея благополучного самопочуття дитини та підлітка стає трохи туманною. Вона стверджує, що школа повинна бути тільки для навчання та освіти, але діти вчаться також стільким соціальним навичкам для себе в школі. Коли дитина відчуває, що вона належать собі, швидше за все, краще вчиться в школі. Крім того, щоб отримуувати освіту, вони повинні навчитися вірити в себе і створити цілі для себе. Якщо добробут, що створює позитивне самопочуття, встановлюється в дітей у молодому віці, то це, швидше за все, грає певну роль в їх житті, і тоді, коли вони стають старше.
Джон Уайт (у 2013 році) подивився історія державних шкіл у Великій Британії в даний час і в минулому. Раніше школи зосереджені тільки на знаннях і освіті, але тепер Британія перейшла до ширшого напрямку шкільних заходів. Вони почали програму-ініціативу під назвою «Every Child Matters», яка спрямована на поліпшення благополуччя дітей в усьому діапазоні дитячого життя у школі. Таким чином, школи, орієнтовані не тільки на отримання знань чи вмінь, і на: комфортні умови для дитини, сприятливі взаємовідносини, соціальні тренінги та заходи, різноманітний підхід до навчання та локацій освітніх заходів, — покращують самопочуття дитини.

## Суб'єктивне відчуття добробуту
Суб'єктивне благополуччя «ґрунтується на ідеї, що, усе, що кожна людина думає і відчуває з приводу свого життя — важливо». Ця ідея розроблена спеціально в [культурі] людини. Люди засновують своє власне благополуччя в ставленні до навколишнього середовища і життя інших людей навколо них. Благополучне самопочуття також суб'єктивне, бо як людина відчуває інших людей в їх середовищі переглядаючі їх, будь то в позитивному або негативному зорі. Благополуччя також суб'єктивне до задоволення і чи дійсно до того, що основні людські потреби задовольняються, хоча свої потреби і бажання ніколи не можуть бути повністю задоволені. Якість життя людини і суспільства залежить від кількості щастя і задоволення, а також здоров'я людини. Будь що/хто у всіх культурах — суб'єктивне, для того щоб їх культура була заснована на дійсно тій культурі, яку вона пропагує." Колективні культури, швидше за все, використовують норми і соціальну оцінку інших в оцінці їх суб'єктивного благополуччя, в той час як індивідуалістичні суспільства, швидше за все, сильно навантажені внутрішніми переконаннями кожного індивіда, які виходять у своєму власному щасті, що дарує саме їм добре самопочуття".

## Етнічна ідентичність і добре самопочуття
Етнічна ідентичність грає вирішальну роль в чийомусь пізнавальному благополучному самопочутті. Дослідження показують, що «обидва соціально-психологічні та перспективи розвитку припускають, коли сильна, безпечна етнічна ідентичність робить позитивний внесок у пізнавальне благополучне самопочуття». Ті мультикультурні суспільства, що зданті здатні відчувати себе більш рівними, як людська істота в своїй культурі, отримують краще благополучне самопочуття. Це також є важливим аспектом при адаптації до нового суспільства.

## Статева/гендерна ідентичність і добре самопочуття
Великою мірою, а іноді і основною, на самопочуття людини впливає її статева та гендерна ідентичність і сексуальна орієнтація, зокрема через дискримінацію індивіда за статеваю чи гендерною, сексуальною ознакою або відсутністю негативних чинників дискримінації.

## Індивідуальні ролі і добре самопочуття
Індивідуальні ролі відіграють певну роль у пізнавальнні благополуччя, задля досягнення доброго самопочуття. Мало того, що існують соціальні зв'язки, які покращують когнітивне благополуччя, а також покращують психологічне здоров'я. Наявність декількох ідентичностей та ролей допомагає людям жити у суспільстві і надавати можливість вносити свій вклад більшим, оскільки вони збільшують кількість своєї ролі, тому створюється краще когнітивні благополуччя. Різноманітність соціальних ролей у суспільстві прямим чином впливає на окреме самопочуття індивіду. Обмеження соціальних та гендерних ролей — навпаки, погіршує самопочуття усіх індивідів у суспільстві.
Кожна роль займає свою ланку в ієрархії. Характер чи характеристика — це «суб'єктивна важливість, що людина додає кожній ідентичності». Різні ролі людини — мають різні керуючі фактори їх добробуту. У цій ієрархії, вищі ролі пропонують більші джерела добробуту і визначаються більшою осмисленістю в їх загальній ролі людини у суспільстві. Таким чином, фізичні контакти індивідуумів, через особисті ролі кожної людини, покращують загальне самопочуття.

## Спорт і добре самопочуття
Згідно (Bloodworth and Colleagues, 2012) спорт і фізичні навантаження — це ключові фактори розвитку усенародного добробуту та гарного самопочуття. Спорт має великий вплив на благополуччя та гарне самопочуття, яке можна осмислити у загальних рамках. Але такі структури включають непостійність, його гедоністичну поверховість і епістемологічну неадекватність. Аргументи виникають з того, що «значення спорту мають затверджувати постійно, щоб люди могли процвітати». Але можуть бути проблеми із самим дослідженням спорту, який впливає благополучне самопочуття, тому що більшість розвинених суспільств та інших — не в змозі займатися спортом регулярно чи, тим більш, змушувати громадян займатися спортом. Не кажучі вже про те, що більшість людей не мають змоги займатися спортом, деякі — через фізичні вади, або через стан здоров'я, біологічні обмеження, тощо. Існує дефіцит у вивченні такого роду явища.